# Thylacosceloides miniata
Thylacosceloides miniata är en fjärilsart som beskrevs av Sinev 1988. Thylacosceloides miniata ingår i släktet Thylacosceloides och familjen plattmalar. Inga underarter finns listade i Catalogue of Life.